# Episodi di The Donna Reed Show (ottava stagione)
L'ottava stagione della serie televisiva The Donna Reed Show è stata trasmessa in anteprima negli Stati Uniti d'America dalla ABC tra il 16 settembre 1965 e il 19 marzo 1966.
| nº | Titolo originale                           | Titolo italiano | Prima TV USA      | Prima TV Italia |
| -- | ------------------------------------------ | --------------- | ----------------- | --------------- |
| 1  | Pop Goes Theresa                           |                 | 16 settembre 1965 |                 |
| 2  | With This Ring                             |                 | 23 settembre 1965 |                 |
| 3  | Boy Meets Girl Machine                     |                 | 30 settembre 1965 |                 |
| 4  | Think Mink                                 |                 | 7 ottobre 1965    |                 |
| 5  | Four on the Floor                          |                 | 14 ottobre 1965   |                 |
| 6  | Charge                                     |                 | 21 ottobre 1965   |                 |
| 7  | Do Me a Favor, Don't Do Me Any Favors      |                 | 28 ottobre 1965   |                 |
| 8  | Author, Author                             |                 | 4 novembre 1965   |                 |
| 9  | Trees                                      |                 | 11 novembre 1965  |                 |
| 10 | The Big League Shock                       |                 | 18 novembre 1965  |                 |
| 11 | The Gladiators                             |                 | 25 novembre 1965  |                 |
| 12 | Rally Round the Girls, Boys                |                 | 2 dicembre 1965   |                 |
| 13 | Slipped Disc                               |                 | 9 dicembre 1965   |                 |
| 14 | Uncle Jeff Needs You                       |                 | 16 dicembre 1965  |                 |
| 15 | Never Look a Gift House in the Mouth       |                 | 23 dicembre 1965  |                 |
| 16 | How to Handle a Woman                      |                 | 30 dicembre 1965  |                 |
| 17 | My Son, the Councilman                     |                 | 6 gennaio 1966    |                 |
| 18 | Do It Yourself Donna                       |                 | 15 gennaio 1966   |                 |
| 19 | When I Was Your Age                        |                 | 22 gennaio 1966   |                 |
| 20 | Calling Willie Mays                        |                 | 29 gennaio 1966   |                 |
| 21 | All This and Voltaire Too?                 |                 | 5 febbraio 1966   |                 |
| 22 | The Return of Mark                         |                 | 12 febbraio 1966  |                 |
| 23 | Is There a Small Hotel?                    |                 | 19 febbraio 1966  |                 |
| 24 | No More Parties - Almost                   |                 | 26 febbraio 1966  |                 |
| 25 | So You Really Think You're Young at Heart? |                 | 5 marzo 1966      |                 |
| 26 | What Price Home?                           |                 | 12 marzo 1966     |                 |
| 27 | By-Line--Jeff Stone                        |                 | 19 marzo 1966     |                 |